# Péter Marót
Péter Marót né le 27 mai 1945 à Miskolc et mort le 7 juin 2020, est un escrimeur et maître d'armes hongrois. Il a gagné une médaille d'argent individuelle et une médaille de bronze par équipe (épée) aux Jeux olympiques de Munich en 1972.

## Palmarès
- Jeux olympiques :
  -  médaille d'argent individuelle aux Jeux olympiques de Munich en 1972
  -  médaille de bronze par équipe aux Jeux olympiques de Munich en 1972[2].